# Події на площі Тяньаньмень (1989)
39°54′12″ пн. ш. 116°23′30″ сх. д. / 39.903333333333° пн. ш. 116.39166666667° сх. д.
Події на площі Тяньаньмень 1989 року — серія демонстрацій в Китайській Народній Республіці, що тривали з 15 квітня по 4 червня 1989, головними учасниками яких були студенти. На Заході події також відомі як «Події 4 червня у Китаї» (六四 事件) і «Різанина на площі Тяньаньмень» (англ. Tiananmen Massacre). Ці назви дещо не відповідають дійсності, адже, окрім «різанини», під час цього довготривалого протесту в Пекіні та в інших місцях відбувалося багато інших подій (демонстрацій, мітингів, страйків). Найбільший резонанс викликав силовий розгін демонстрантів 4 червня із застосуванням армійських підрозділів, в результаті чого загинули тисячі протестувальників, що й відобразилося в назві цієї історичної події.

## Передісторія

### Суспільно-політична ситуація в країні перед подіями
Після 1949 року, коли Мао Цзедун проголосив утворення Китайської Народної Республіки, та Комуністична партія Китаю прийшла до влади, почалося створення соціалістичного ладу в країні. Починаючи з 1978 року, коли 18-22 грудня відбувся 3 пленум ЦК КПК 11 скликання, з ініціативи Ден Сяопіна почали проводитися економічні та політичні реформи (політика «реформи та відкритості»), які призвели до поступового впровадження ринкової економіки і деякої політичної лібералізації, яка послабила систему, встановлену головним теоретиком китайського комунізму Мао Цзедуном. Однак станом на 1989 рік в КНР були всі ознаки тоталітарної системи: відсутність свободи слова, жорстокі репресії громадян, тотальний контроль над усіма сферами діяльності (преса, економіка та ін.).
Деякі студенти і частина інтелігенції вважали, що реформи зайшли недостатньо далеко і що Китай повинен змінити свою політичну систему. Вони також були стурбовані соціальними і політичними засобами управління, збереженими за Комуністичною партією Китаю. Спостерігаючи за політичною лібералізацією, здійсненою президентом СРСР Михайлом Горбачовим (див. гласність), вони сподівалися на подібні реформи.

### Соціально-економічна ситуація в країні перед подіями
У 1988 році відбулася невдала спроба запровадити систему ринкових цін. Внаслідок скасування контролю за цінами з боку держави люди хаотично почали знімати готівку і скуповувати товари, різко зросла інфляція (у 1988 рівень інфляції становив 19 %). Виробництво зерна в сільській місцевості впало, виник дефіцит продовольства у містах, і, як наслідок, це викликало міграцію десятків мільйонів сільських робітників у міста. Будівництво процвітало лише в «спеціальних економічних зонах». Існувала тотальна корупція (незаконні угоди між приватними підприємцями та владою). Незважаючи на велику кількість бідних селян багаті чиновники спокійно розвивали свій бізнес. В країні панівна роль належала КПК, не дотримувались особисті права та свободи, що були передбачені Конституцією КНР. Андрій Шароградський так оцінює ситуацію: «Економічні реформи, що продовжуються 10 років, після перших приголомшливих успіхів дають серйозний збій. Економісти оцінюють ситуацію як „перегрів економіки“. Спостерігається різкий ріст цін, постійно збільшується безробіття і в результаті — соціальна напруга в китайському суспільстві. Політичну верхівку очолюють люди, середній вік яких дорівнював близько 80 років. Вони — на чолі з Ден Сяопіном (йому на той час виповнилося 85) — були ініціаторами економічної реформи, але різко виступали проти політичних перетворень, вважаючи, що це підірве стабільність в країні».
Існує також версія подій, за якою студенти протестували проти капіталістичної спрямованості економічних реформ Ден Сяопіна і за збереження соціалістичних завоювань Мао. До демократії вони закликали саме для того, щоб отримати можливість протидіяти уряду, впроваджувати ринкові реформи, що ведуть до великих соціальних змін.

### Привід до початку протестів
Протести на площі Тяньаньмень у 1989 році були значною мірою спровоковані смертю колишнього Генерального секретаря Ху Яобана. 16 січня 1987 року було оголошено про відставку Ху Яобана з посади Генерального секретаря ЦК Комуністичної партії Китаю. Його відверті заклики до «швидкої реформи» і майже неприховане презирство до «маоїстських перегинів» зробили його відповідним цапом-відбувайлом в очах Ден Сяопіна та інших після протестів продемократично налаштованих студентів у 1986–1987 роках. У його заяву про відставку була долучена «образлива самокритика», яку він був змушений випустити від імені Центрального комітету Комуністичної партії. А 15 квітня 1989 раптова смерть Яобана через серцевий напад дала студентам прекрасну можливість, щоб зібратися ще раз, не тільки для того, щоб оплакати покійного Генерального секретаря, але також для того, щоб були почуті їхні вимоги про анулювання вироку проти нього і про залучення уваги до важливих проблем продемократичних протестів 1986–1987 рр. і протестів біля стіни демократії в 1978–1979. Багато хто також боявся, що смерть реформатора перекреслить всі спроби провести політичні реформи.

## Основні події

Сотні тисяч китайців, які зібралися на площі Тяньаньмень 2 червня 1989 року. На задньому плані — Богиня Демократії — десятиметрова статуя, створена студентами художніх шкіл за подобою Статуї Свободи.

З 15 квітня 1989 року на площі Тяньаньмень біля пам'ятника Народним Героям почали збиратись студенти, щоб вшанувати пам'ять та оплакати Ху Яобана. Приєднувалося все більше і більше людей, і це зібрання поступово перетворилося у протест. Централізованого керівництва не було, влаштовувалися лише мирні ходи. Також 18 квітня студенти зібрались біля воріт Сіньхуа і вимагали діалогу з владою. 20 квітня поліція розігнала близько 200 студентів, які залишилися біля воріт. 21 квітня, всупереч наказу влади, студенти стотисячною колоною пройшли по площі Тяньаньмень. 22 квітня відбулися похорони Ху Яобана. Студенти передали уряду петицію з вимогою зустрічі з прем'єром Державної ради КНР Лі Пеном, але той відмовився. Також в цей день спалахнули заворушення в провінційних центрах. У місті Чанша мародери розграбували 38 магазинів, в місті Сіань теж грабувались магазини, спалювались автомобілі, будинки. 24 квітня студенти оголосили офіційний страйк. 26 квітня на першій шпальті китайської партійної газети Женьмінь жибао протести відкрито назвали контрреволюційним заколотом, з чим студенти не погодилися.
27 квітня знову відбулася демонстрація. На початку травня на площі Тяньаньмень створюється наметове містечко, тут почали постійно проходити виступи. Зокрема, 4 травня на честь «Руху 4 травня» на площі зібрались близько 300 тисяч людей. також 4 травня Генеральний секретар ЦК КПК Чжао Цзиян з прихильністю відгукнувся про студентів та про деякі їхні вимоги. 13 травня студенти почали голодування, щоб примусити владу розпочати з ними діалог. До голодування приєдналося 3000 студентів. До протесту приєднувалося все більше людей, кількість протестуючих почала перевищувати мільйонну позначку. 15 травня до КНР прибув генсек ЦК КПРС Михайло Горбачов, діями якого були так натхненні студенти. Він мав покласти вінок до Пам'ятника народним героям, тому студенти готувалися його зустріти. Вони навіть виготовили плакати російською мовою з гаслом «Демократия — наша общая мечта!». Але він не прийшов на площу, на всі запитання кореспондентів коротко відповідав, що це — внутрішня справа Китаю. Студенти вирішили діяти більш рішуче.
18 травня пройшов марш студентів до площі Тяньаньмень (вони співали Інтернаціонал), потім там відбувся мітинг, під час якого студенти наполягали на тому, щоб влада прийняла їхню петицію з викладеними у ній вимогами. В той же день голодуючі зустрілись з Лі Пеном, і ця зустріч транслювалася по телебаченню. Він вимагав, аби студенти негайно покинули площу, студенти ж у відповідь зажадали від прем'єра припинення зведення наклепів на студентів та гарантувати позбавлення від переслідувань всіх учасників акції. Згодом Лі Пен висловився так: «Майбутнє Китайської Народної Республіки в небезпеці». З 19 травня в Пекіні були заборонені всі демонстрації. 20 травня влада оголосила в Пекіні воєнний стан, студенти були оголошені «антиурядовими заколотниками». Армія намагалася проїхати на площу, але жителі Пекіна перегородили їм дорогу. 24 травня надійшов наказ вийти з території міста. 30 травня на площі студенти художніх шкіл встановили свою статую свободи, подібно тій, що в Нью-Йорку — Богиню Демократії. Також в цей і наступні дні лунали заклики влади студентам з провінцій безкоштовно повернутися додому до 3 червня.

### Різанина на площі Тяньаньмень
Наприкінці місяця було прийнято принципове рішення розігнати протестуючих силою. Вранці 3 червня неозброєні частини НВАК намагалися увійти на площу, але були відкинуті, а 3 червня пізно ввечері до Пекіна увійшли армійські підрозділи з танками, які зустріли збройний опір, що доходив до відкритих збройних зіткнень, особливо запеклих на південному і західному підступах до Тяньаньмень. Після того, як танки НВАК під обстрілом пробивалися через барикади з автобусів, вантажівок і тракторів, інші демонстранти використовували сталеві балки з колесовідбійників, щоб зруйнувати гусениці бронетехніки. Коли машини були таким чином знерухомленими, протестувальники підіймалися на броню і закривали повітрозабірники двигунів ковдрами, просоченими бензином, які підпалювали. Кинута техніка перешкоджала далі просуванню НВАК. Відвідавши Пекін незабаром після подій прем'єр-міністр Сінгапуру Лі Куан Ю стверджував, що на вулицях в безпосередній близькості від нього знаходилося не менше 15 спалених танків і армійських автомашин.
9 червня Ден Сяопін по телебаченню оголосив, що «антиурядовий заколот» придушено, висловлює подяку військам, які брали участь в придушенні.

### Танкова людина

Чоловік зупиняє танкову колону. Ім'я цієї людини невідоме, і згадується як «Танкова людина» («Tank man»)

5 червня, коли колона танків «Тип 59» поверталася з Пекіна по Чанган авеню, їй навперейми виступив юнак із господарськими сумками в руках. Він рухався зі сторони в сторону, заступаючи танкам шлях, а потім виліз на головну машину і почав щось говорити в оглядову щілину. Коли танк спробував рушити вперед, юнак знову заступив колоні дорогу. Так тривало ще кілька секунд, поки його забрали невідомі — чи то інші учасники протестів, чи то співробітники спецслужб. Досі залишається незрозумілим, що саме юнак вимагав від танкістів Народно-визвольної армії Китаю. Досі невідоме його справжнє ім'я. Про долю юнака теж ніхто не знає.
Цей героїчний вчинок став іконою трагічної розв'язки протесту. Фото та відео про те, як юнак безстрашно зупиняє колону танків, обійшли весь світ. Журнал «Тайм» назвав Невідомого бунтаря одним із 100 найвпливовіших людей XX сторіччя. А в самому Китаї навіть у наш час він невідомий. Відео і фото його «поєдинку» з танковою колоною в китайському інтернеті блокуються.

## Вимоги учасників протесту
Вимоги, визначалися вже під час перебігу подій. Вони (особливо на початку виступів) були такого змісту:
- справедливий розподіл для випускників;
- виділення грошей на освіту,
- підвищення зарплат;
- повага особистих прав та свобод, передбачених Конституцією КНР — право на демонстрації, свободу слова та друку (закликали до свободи і демократичних реформ);
- посмертно скасувати рішення про зняття Ху Яобана з посту генсека, його реабілітація;
- боротьба з корупцією та подвійними стандартами у відносинах між звичайними громадянами та членами партії і їх родичами, виступи проти незаконних угод приватних підприємців з владою (на це був направлений головний лозунг демонстрантів: «Дадао гуаньдао» («Геть продажних чинуш»)).

Вимоги залежали від соціального статусу населення. Студенти виступали за подальшу лібералізацію. Робітники замість змін хотіли стабільності, вважали, що реформи в Китаї зайшли занадто далеко, що висока інфляція, яка виникла в результаті реформ, та безробіття загрожують їм та їхнім сім'ям. Інтелігенція виступала проти корупції та тоталітаризму, вимагала рішучого продовження реформ. 17 квітня на площі зібралося багато студентів, які почали складати перелік питань і пропозицій до уряду («Сім вимог»). 20.04.1989 ПРАФ випустила листівки, одна з яких називалася «10 ввічливих запитань до КПК», у яких вимагалось підвищення зарплати, стабілізації цін і закликали до публікації доходів та статків правлячої верхівки. 22 квітня студенти вимагали зустрічі з Лі Пеном та намагались вручити свою петицію з викладеними там вимогами.

## Ставлення учасників протесту до влади
Під час протестів часто лунав Інтернаціонал, що було виявом того, що метою протесту не є зміна державного устрою чи політичного режиму.
Цікаво, що частина протестувальників засудила спробу екстремістів заплямувати фарбою портрет Мао Цзедуна, виставлений на мавзолеї, і передали їх самих владі для покарання.

## Наслідки
Влада не виконала жодної вимоги протестувальників. Після придушення протестів уряд провів масштабну серію арештів серед прихильників протестів, що залишилися, наклав заборону на поширення іноземної преси і поставив під свій суворий контроль висвітлення подій в китайських ЗМІ. Багато активістів протестного руху втекли за кордон, особливо в Гонконг, процес доставки дисидентів у який був так ґрунтовно налагоджений, що отримав назву «підпільна залізниця». Посилилася роль держави. Багато законів, що послаблювали режим Мао Цзедуна, були скасовані, держава відновила повний контроль над ЗМІ. Відбулося збільшення фінансування на поліцію, розширення її повноважень щодо придушення міських протестів.
Ще на початку протесту уряди західних країн закликали китайську правлячу верхівку Китаю до стриманості. Події викликали хвилю міжнародного засудження уряду КНР, наслідком чого стали різні санкції та інші заходи щодо Китаю. З країн Європи, Північної Америки, з Австралії надійшла гостра критика дій китайської влади. Міжнародне становище КНР зміцнилося тільки до кінця 90-х років. Натомість Північна Корея, Східна Німеччина, Куба та Чехословаччина висловили підтримку щодо дії китайського уряду і засудили протести. Загалом репутація Китаю на міжнародній арені впала, що супроводжувалося скороченням прибутків від туризму, зменшенням обсягів інвестицій.

### Відомості про постраждалих
Точна кількість убитих і поранених залишається невідомою через значні невідповідності між різними джерелами. Китайський уряд заявляв про 242 жертви, але не опублікував список загиблих. Ніколас Д. Крістоф вважає: «Ймовірно, що кількість убитих так і залишиться невідомою. Можливо, були вбиті тисячі людей. Але, ґрунтуючись на наявних сьогодні доказах, можна зробити висновок про десятки убитих поліцейських і військових і від чотирьохсот до восьмисот цивільних осіб». Однією з причин, через яку, можливо, не вдасться встановити число жертв, може бути те, що китайські війська швидко прибрали тіла і знищили рештки.
Пекінські прес-служби повідомляли, що прямо на площі нікого не вбивали, але на відеозаписі, зробленому там, чути звуки пострілів. Центральний комітет комуністичної партії Китаю і державна рада стверджували, що сотні солдатів загинули і ще більше були поранені. Юань Му, представник державної ради, сказав, що в загальній кількості померли 300 осіб. Більшість з них, як очікувалося, були солдатами. Представник зазначив, що поряд з ними були люди, яких він назвав «бандитами». За словами Чень Сітуна, пекінського мера, «загинули» 200 цивільних і кілька дюжин «солдат».
У травні 2007 року Член народної політичної консультативної ради Китаю від Гонконгу сказав, що було вбито від 300 до 600 осіб. Він також заявляв, що там були озброєні бандити, які не були студентами.
Однак репортер агентства «Рейтер» Грехем Ерншоу, який провів ніч з 3 на 4 червня у центрі площі Тяньаньмень і єдиний з західних журналістів, який спостерігав весь процес з самої площі, в своїх спогадах зауважив, що ніякої бійні там не було. Деякі списки жертв були створені з підпільних джерел. У них число жертв доходила до 5000 осіб.
Але в нотатках посла Джеймса Ліллі про трагедію зазначено, що дипломати Держдепартаменту засвідчили як солдати стріляли по цивільних особах. Також, ґрунтуючись у своїх висновках на даних, отриманих при особистому відвідуванні лікарень біля Пекіна, він говорить про, як мінімум, сотні вбитих.
Кількість жертв на площі Тяньаньмень не дає загальної картини того, що відбувається і не підводить риску загального числа загиблих, позаяк багато цивільних були застрелені прямо на вулицях, що оточують площу. Студенти говорили, що по них був відкритий вогонь після того, як покинули площу. Особливо багато вбитих було в районі концертного залу Пекіна.
Різні джерела вказують різне число жертв:
- Від 300 до 1000 жертв режиму серед цивільного населення — дані Нью-Йорк Таймс. З посиланням на дипломатичне джерело.
- Близько 1000 страчених — оцінка неурядової організації Міжнародна амністія.
- Від 4000 до 6000 невинно постраждалих (Едвард Timperlake).
- 7000 розстріляних (6000 цивільних і 1000 солдатів) — розвідка блоку НАТО
- 260 підтверджених смертей на ранок 4 червня — пізніше спростована оцінка Китайського червоного хреста. Неназваний представник Червоного Хреста Китаю пізніше оцінив загальна кількість убитих в 5000, а поранених — в 30000;
- 10 000 смертей за все — оцінка Радянського блоку;
- 186 поіменно зареєстрованих убитих без вини — професор Дін Зілін.

Згідно з даними КНР, «офіційне число жертв» — 200 чоловік убитими, з них 36 студенти, 10 солдатів та 13 представників інших силових структур, і близько 7 000 поранених.
У розсекреченому документі управління національної безпеки США згадується оцінка кількості жертв в 180—500 чоловік.[джерело?]

## Спадщина
У демократичних країнах люди знають, що сталося насправді. Виходять книги, друкуються газетні статті, організовуються зустрічі, присвячені подіям на площі Тяньаньмень 1989 року. Зокрема, 4 червня 2009 року в парку Вікторія в Гонконгу десятки тисяч людей зібралися, щоб вшанувати пам'ять загиблих 20 років тому.
Споруджені копії Богині демократії у Гонконгу, Вашингтоні, Торонто та інших містах світу.